# روبيه (مدينة)
مدينة روبيه (يالفرنسية : Roubaix ,بالألمانية :Robaais) هي بلدية فرنسية في إقليم نور من شمال فرنسا، تقع بالقرب من مدينتي ليل وتوركوينغ، وبالقرب من الحدود البلجيكية الفرنسية.

## معلم المدينة
متحف حوض السباحة (La Piscine Museum) ويسمى أيضا متحف مدينة روبيه، كانت بدايته عندما شيد حوض للسباحة بين أعوام 1927 و1932 من قبل المهندس المعماري الفرنسي ليل ألبرت بيرت، واستمر منذ انشائه في استقبال الزوار من قاطني مدينة روبيه والمدن المجاورة، ولكنه أغلق في عام 1985، ثم اتت فكرة تحويله من حوض سباحة إلى متحف رائد للمدينة، وكان مهمة تشكيله كمتحف من قبل المهندس المعماري جان بول فيليبون، وتم افتتاح المتحف في عام 2000. وتضمن المتحف مدخل حديث للمتحف، ومساحة كبيرة للعرض، وحديقة داخل أروقة المتحف

## الرياضة في المدينة
مدينة روبيه هي المرحلة النهائية من سباق الدراجات الكلاسيكية باريس-روبيه الذي يبلغ طوله 259.5 كيلومتر، ويتضمن ما يقرب من 50 كيلومترا من طرقات الحصى.
تحتضن مدينة روبيه واحدة من أطول سباقات المشي في العالم والذي يحدث كل عام في روبيه وبشكل منتظم منذ عام 1953، يعرض هذا السباق في التلفزيون المحلي عبر قناة 'روبيه 28 ساعة'، حيث تبث للعالم نخبة من الرياضيين القادمين من عشرات البلدان للمشاركة في السباق وقدرتهم على التحمل، يهدف هذا السباق إلى استكمال قطع أطول مسافة ممكنة في وقت محدد وهو 28 ساعة فقط، السجل الحالي لأطول مسافه قطعت هي 255 كيلومتر، في حين أن العديد من المتسابقين ينهون السباق كل عامبقطع حوالي 200 كيلومتر.

## أعلام المدينة
- برنارد ارنوت (Bernard Arnault): رجل أعمال ولد 1949.
- اتيان شاتيلز (Étienne Chatiliez): مخرج سينمائي ولد 1952.
- جان دسبوفري (Jean Desbouvrie): مخترع (1840-...).
- جان بابتيست لوبا (Jean-Baptiste Lebas): رجل السياسة (1878-1944).
- ليون ماثيوت (Léon Mathot): ممثل ومخرج سينمائي (1886-1968).
- بيري فلملين (Pierre Pflimlin): سياسي في الحزب الديمقراطي المسيحي، شغل منصب آخر رئيس وزراء في الجمهورية الرابعة (1907-2000)
- ماكسينس فان دير ميرسش (Maxence Van Der Meersch): كاتب (1907-1951).
- تشارلز هنري بيزارد : رسام فرنسي ولد في المدينة  عام 1887

## توأمة المدن
- ، برادفورد، المملكة المتحدة.
- ، مونشنغلادباخ، ألمانيا.
- ، ورويه، بلجيكا.
- . سكوبيه، مقدونيا.
- ، براتو، إيطاليا.
- ، سوسنوفيتش، بولندا.
- ، كوفيلها، البرتغال.
- ، بويرة، الجزائر.